# Музей города Нью-Йорка
Музей города Нью-Йорка (англ. The Museum of the City of New York) — историко-художественный музей, основанный Генри Коллинзом Брауном в 1923 году, с целью сохранить и представить историю Нью-Йорка и его жителей. Он расположен на Пятой авеню между Восточной 103-й и 104-й улицами, напротив Центрального парка в Верхнем Ист-Сайде Манхэттена.
Музей был построен в 1929—1930 годах по проекту Джозефа Х. Фридландера в георгианском стиле, со статуями Александра Гамильтона и Девитта Клинтона, которые были созданы скульптором, Адольфом Александром Вайнманом.
Музей является частной некоммерческой организацией, которая получает государственную поддержку в качестве члена группы культурных учреждений Нью-Йорка, широко известной как «Cultural Institutions Group». Другими источниками его дохода являются пожертвования и вступительные взносы.

## История

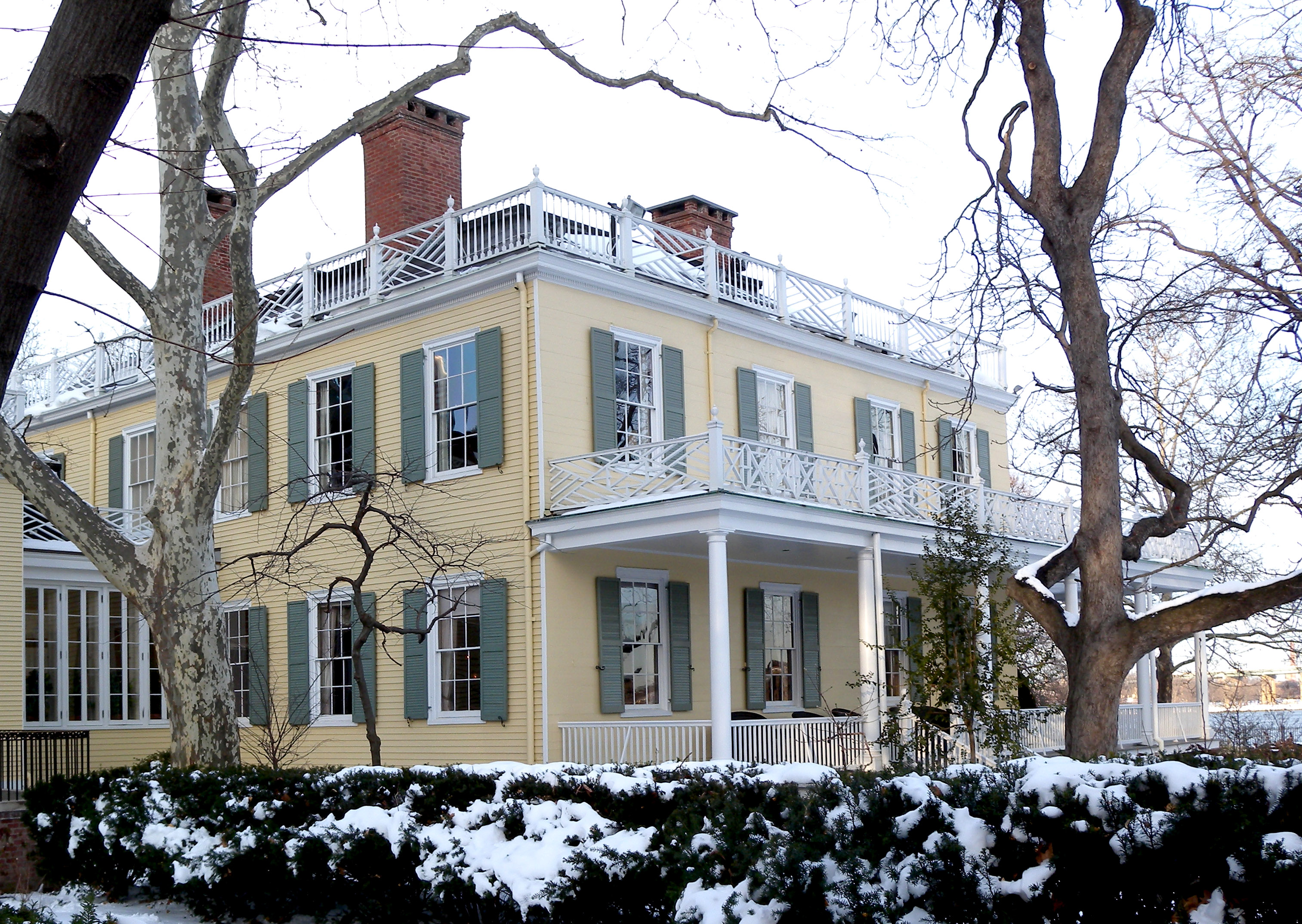
Особняк Грейси — первое место расположения музея.

Музей изначально располагался в особняке Грейси, где свободные места были ограничены. Одним из первых его крупных экспонатов стал «Старый Нью-Йорк», представленный в здании на Западной 57-й улице в 1926 году. Успех проекта привел к поиску собственного помещения для музея. Для строительства нового здания музея был проведен конкурс между пятью приглашенными архитекторами, для здания был выбран стиль колониального возрождения. Город пожертвовал участок на Пятой авеню, а средства на строительство здания музея были собраны по общественной подписке. Первоначальные планы по строительству музея были отменены в результате биржевого краха Уолл-Стрит в 1929 году, тем не менее, здание было посвящено 11 января 1932 года.
24 января 1967 года здание музея было объявлено достопримечательностью Нью-Йорка.
В 1982 году музей получил премию Ассоциации Нью-Йорка «Золотая медаль» в знак признания выдающегося вклада в развитие города Нью-Йорка.
В 2000 году администрация мэра Руди Джулиани сообщила музею, что он должен переехать в историческое здание Твидов суд. Это решение было отменено новой администрацией Майкла Блумберга, которая решила использовать здание суда в качестве штаб-квартиры Департамента образования Нью-Йорка, в результате чего тогдашний директор музея, Роберт Макдональд подал заявление об отставке. В 2002 году пост директора музея заняла Сьюзен Хеншоу Джонс, которая в то время являлась президентом Национального строительного музея в Вашингтоне (округ Колумбия).
Была также предпринята попытка объединить музей с Нью-Йоркским историческим обществом, которая не увенчалась успехом, и музей был передан для размещения на площадке Всемирного торгового центра.

## Расширение
Первый этап расширения, который включал в себя реконструкцию существующего пространства галереи, а также новый павильон, состоялся 2 августа 2006 года, он был завершен в феврале 2008 года.
Павильонная галерея, спроектированная компанией «Ennead Architects», представляет собой стеклянную пристройку площадью 3000 квадратных футов (280 м²), которая имеет два уровня для демонстрации артефактов. В ходе этого проекта было также восстановлено первоначальное здание 1932 года, а также пристройки, включая хранилище для серебряной коллекции музея, исследовательскую комнату и комнату для обработки артефактов. Общая сумма расходов на первый этап реконструкции составила 28 миллионов долларов.
В конце 2011 года музей временно взял на себя управление музеем морского порта Саут-Стрит-Сипорт, который вновь открылся в январе 2012 года.

## Коллекция
Коллекция музея насчитывает более 1,5 миллиона экспонатов, что особенно сильно проявляется в предметах, датируемых XIX — и началом XX веков, включая картины, рисунки, гравюры, в том числе более 3000 работ Карье и Айвза и фотографии с изображением Нью — Йорка и его жителей, а также костюмы, декоративные предметы и мебель, антикварные игрушки, модели кораблей, редкие книги и рукописи, морские и военные коллекции, полицейские и пожарные коллекции, а также театральная коллекция, которая представляет золотой век Бродвейского театра. Есть также диорамы, рассказывающие об истории города, а также о его окружении.
Среди редких предметов в коллекции музея есть стул, который когда-то принадлежал Саре Рапелье, дочери Йориса Янсена Рапелье из Нью-Амстердама, которая считается первым ребёнком европейского происхождения, родившимся в штате Нью-Йорк. Кресло было подарено ей потомками Бринкерхоффа.
Музей известен своей обширной коллекцией фотографических изображений, включающей работы известных фотографов Перси Байрона, Джейкоба Рииса и Беренис Эббот, а также множество фотографий эпохи Депрессии. В коллекцию также вошли натюрморты кинорежиссёра Стэнли Кубрика.
Музей также долгое время был домом для воссоздания двух меблированных комнат из дома Джона Рокфеллера, подаренных семьей Рокфеллеров. в 2008 году музей распорядился этими залами, пожертвовав один из них Метрополитен-музею, а другой — Виргинскому музею изобразительных искусств. Примечательна также модель нового Амстердама, основанная на плане Кастелло 1660 года.